# Мальш
Мальш (нім. Malsch) — громада в Німеччині, знаходиться в землі Баден-Вюртемберг. Підпорядковується адміністративному округу Карлсруе. Входить до складу району Карлсруе.
Площа — 51,24 км2. Населення становить 14 558 ос. (станом на 31 грудня 2020).